# فرایند هانتر
فرایند هانتر نخستین فرایند صنعتی برای تولید فلز خالص و انعطاف‌پذیر تیتانیوم بود. این روش توسط ماتیو هانتر که یک شیمی‌دان اهل نیوزیلند و ساکن آمریکا بود، ابداع شد. این فرایند شامل احیای تتراکلرید تیتانیوم (TiCl4) با سدیم (Na) در یک مخزن فولادی در دمای ۷۰۰ تا ۸۰۰ درجه سانتی گراد است.
TiCl4 + 4 Na → 4 NaCl + Ti
پیش از فرایند هانتر، همه تلاش‌ها برای تولید فلز تیتانیوم به تولید ماده‌ای بسیار ناخالص، که اغلب نیترید تیتانیوم خوانده می‌شود و بسیار شبیه فلز است انجامیده بود. فرایند هانتر در دهه ۱۹۴۰ توسط فرایند تجاری کرول (Kroll) جایگزین گشت. در فرایند کرول، تتراکلرید تیتانیوم به وسیلهٔ منیزیوم احیا می‌شود.